# Agua Bendita
Agua Bendita va ser un grup de punk, ska, reggae i rock format el 1990 al barri de la Trinitat Vella de Barcelona. Pel camí es despenjaren tres dels components originals Pipo, Nito i Indio, quedant només Javi (bateria) i incorporant-se Jordi (saxo i cors), Moussa Castro (baix i veu), Petón (guitarra i cors) i Antonio (trompeta).

## Trajectòria
Dels quatre primers treballs en van vendre més de 50.000 còpies. El 1999, Agua Bendita es dissolgué i el cantant formà un nou grup anomenat Moussa & the Latin Reggae Band amb la qual publicà quatre discos més, recuperant alguns dels temes que va compondre amb Agua Bendita. Després que es dissolgués van editar una maqueta més el 1999 amb deu temes nous que mai no va sortir a la venda, en aquell moment la banda estava composta per alguns exmembres i noves incorporacions.
El 2008 tornaren als assajos incorporant de nou a Antonio «Turuta» i un exmembre de la banda David «Indio», però descartant completament la possibilitat de fer bolos. Fruit d'aquests assajos, el maig de 2010 llançaren al carrer un nou treball autoproduït titulat Haciendo el indio!!!.
L'any 2022, amb motiu del trentè aniversari, el cantant, baix i compositor de gran part del temes de la banda, Moussa Castro, reuní el grup per a realitzar la gira «30 años, 30 temas» que començà l'11 de febrer a la sala La Cabra de Vic i que els portà a actuar a Bogotà i Ciutat de Mèxic.

## Discografia
- Agua Bendita (1993)
- ¡¡Grita libertad!! (1994)
- Gente que camina!! (1996)
- África (1998)
- Haciendo el indio!!! (2010)
- Doble bombo (2013)
- Amén - 1993-2023 - 30 Aniversario (regravació d'Agua Bendita amb la cançó adicional «Los dineros», 2023)[7]